# Jüdischer Friedhof Kochendorf

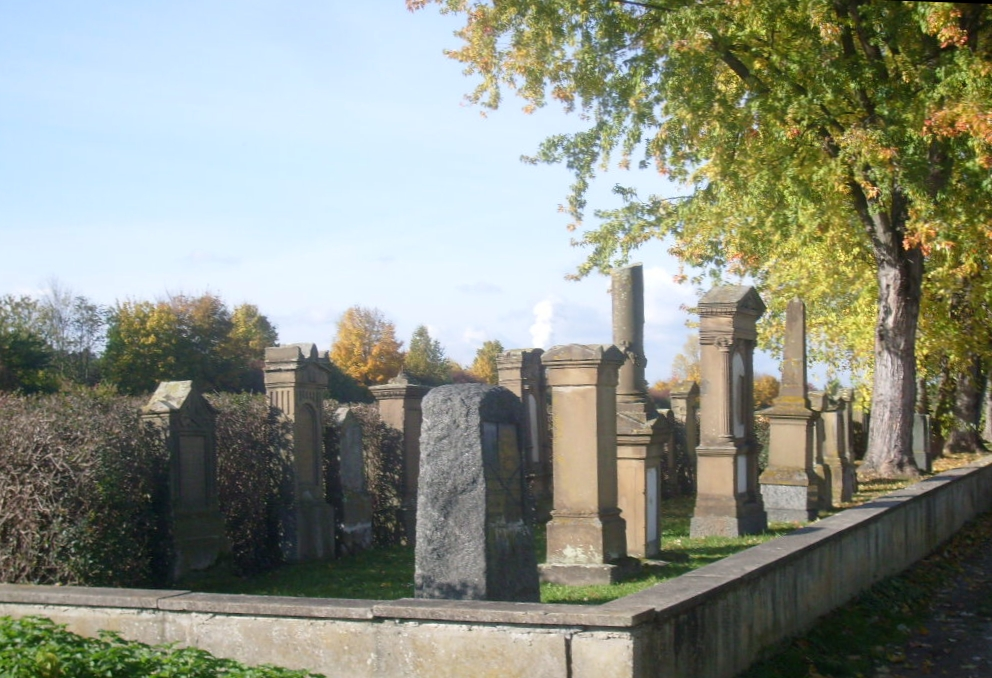
Der jüdische Friedhof in Kochendorf

Der Jüdische Friedhof Kochendorf ist ein teilweise erhaltener Jüdischer Friedhof in Kochendorf, einem Ortsteil von Bad Friedrichshall im Landkreis Heilbronn in Baden-Württemberg.
Der Friedhof wurde 1870 angelegt. Auf dem Friedhof, der in der Flur Mittlerer Pfad liegt, befinden sich 30 Grabsteine, der älteste von 1874 und der jüngste von 1914. Die Juden aus Kochendorf bestatteten ihre Toten zuvor auf dem Jüdischen Friedhof Neckarsulm. Während der Zeit des Nationalsozialismus wurden die Gräber mehrmals beschädigt, aber nach 1945 so weit wie möglich wieder hergerichtet.